# E'buping
E'buping (kinesiska: 鄂卜坪, 鄂卜坪乡) är en socken i Kina. Den ligger i den autonoma regionen Inre Mongoliet, i den norra delen av landet, omkring 170 kilometer öster om regionhuvudstaden Hohhot.
Genomsnittlig årsnederbörd är 568 millimeter. Den regnigaste månaden är juli, med i genomsnitt 154 mm nederbörd, och den torraste är januari, med 3 mm nederbörd.